# Ртищевская школа
Ртищевская школа (также — Ртищевское братство, Андреевское училище) — первое образовательное учреждение в России, основанное как придворный кружок в царствование Алексея Михайловича. Обучение в Ртищевском братстве велось по образцу европейских учреждений высшего образования. Школа возникла по инициативе Фёдора Ртищева, действовала в Москве с 1648 года и располагалась в Андреевском монастыре, построенном на средства Ртищева у подножия Воробьёвых гор.
Ртищевская школа была первой в Москве, в программу которой официально были включены курсы философии и риторики. Главой Ртищевской школы был назначен выходец из Киевской братской школы, участник книжной справы в России, философ, богослов и переводчик Епифаний Славинецкий.

## История Ртищевского братства
Историк церкви А. В. Карташёв писал о просветительском значении братства: «Ртищев проектировал состав монастыря в 30 человек, которые должны были переводить нужные книги и обучать желающих учиться грамматике, риторике, философии, греческому и латинскому языкам». Главой братства был назначен Епифаний Славинецкий, «въ философіи и богословіи изящный дидаскалъ и искуснѣйшій въ еллино-греческомъ и славянскомъ діалектахъ».
В историографии русской философии Ртищевская школа рассматривается наряду с Заиконоспасской школой Полоцкого—Медведева и Богоявленской монастырской школой как учреждение, непосредственно предшествовавшее учреждению Московской академии и, таким образом, давшее толчок появлению высшего образования в России. Упор в школе Фёдора Ртищева делался на изучение греческого языка, красноречия и богословской литературы. Изучались также польский и латинский языки. Философия преподавалась с опорой на «Диалектику» Иоанна Дамаскина. Получив образование в Ртищевской школе при Андреевском монастыре, студенты, как известно из источников, отправлялись доучиваться, либо подтверждать своё образование в Киев. Проезжие грамоты студенты получали при содействии Ртищева. Из источников известно, что не все студенты охотно отправлялись доучиваться в Киев. Лука Голосов и Иван Васильевич Засецкий не хотели ехать в Киев изучать латынь, мотивируя это тем, что как выучатся, «будут и от них великие хлопоты».
По мнению А. В. Панибратцева, Ртищевская школа, хоть и была одним из первых знаковых образовательных центров Московской Руси, во многом опиралась на традицию древнерусского любомудрия, отчего называть её первым центром профессионального философского образования в Москве было бы преувеличением. С точки зрения Панибратцева, впервые философия стала преподаваться в Москве систематически при Феофилакте Лопатинском. Борис Фонкич полагает, что Ртищевская школа представляла собой не столько учреждение, сколько кружок придворных эллинистов, собиравшийся Епифанием Славинецким на нерегулярной основе и действовавший в Москве под покровительством Фёдора Ртищева. В кружке Ртищевского братства москвичи получили возможность «хитрости грамматической и философству книжному» учиться, что объясняет, почему кружок в Андреевском монастыре стал рассматриваться в историографии как школа.
В 1653—1658 годах греческий язык при дворе стал преподавать Арсений Грек, отчего у Епифания Славинецкого появилось время для того, чтобы знакомить эллинистов непосредственно с философской и богословской литературой. Фактически, школа «ртищевцев» прекратила своё существование со смертью Епифания.

## Знаменитые деятели Ртищевского братства
- Епифаний Славинецкий
- Арсений Сатановский
- Евфимий Чудовский
- Фёдор Ртищев
- Борис Морозов